# La via del male (film 1958)
La via del male (King Creole) è un film del 1958, diretto dal regista Michael Curtiz ed interpretato da Elvis Presley. La pellicola è basata sul romanzo A Stone for Danny Fisher di Harold Robbins.

## Trama
Danny Fisher è uno studente che lavora nel tempo libero per poter mantenere la sorella e il padre, in crisi da quando la moglie è morta. Nella mattina dell'ultimo giorno di scuola, mentre sistema il locale in cui lavora, canta una canzone per distrarre due ubriachi che infastidiscono con delle avances Ronnie, la donna di Maxie Fields, il gangster proprietario del locale.

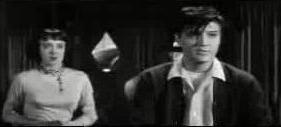
Carolyn Jones e Elvis Presley

Danny e Ronnie giungono a scuola, dove la bella ragazza lo ringrazia con un bacio che suscita i commenti dei presenti e, travolto dalla rabbia Danny colpisce duramente Leo, fratello di Shark, un piccolo teppista. Di conseguenza verrà espulso dalla scuola senza ricevere il diploma.
Nel tornare a casa Danny incontra Shark, che vuole vendicare il fratello, ma la reazione del ragazzo è talmente violenta che Shark, con ammirazione chiede a Danny di entrar a far parte della banda, ma quest'ultimo rifiuta.
A casa scoppia una violenta discussione con il padre, che annuncia al figlio che andrà a lavorare in una farmacia, ma Danny, scarso di fiducia nei confronti del padre, decide di accettare la proposta di Shark. Come primo colpo, la banda saccheggia un emporio, mentre le commesse sono distratte da Danny che canta una canzone accompagnato con la chitarra. L'unica che si accorge del fatto è Nellie che, pur dicendo a Danny di aver visto tutto, non lo denuncia.
La sera stessa, mentre Danny lavora al Blue Shade, incontra Ronnie che saluta calorosamente, scatenando in Maxie una forte gelosia. Ronnie trova giustificazione dicendo d'aver solo sentito Danny cantare al che Maxie lo obbliga a farlo. Danny canta con tutta la rabbia in corpo ed attira l'attenzione di Charlie Le Grand, proprietario del King Creole, per esibirsi nel suo locale, ma il ragazzo non accetta.

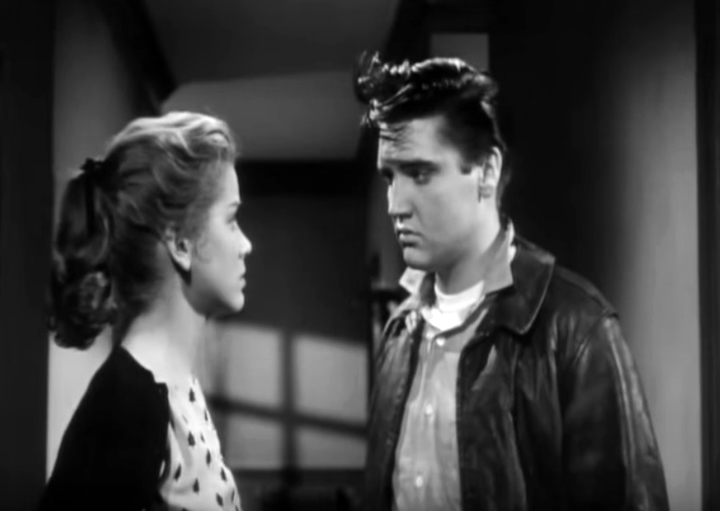
Dolores Hart e Elvis Presley

Dopo il lavoro Danny va a prendere Nellie e, con subdole intenzioni, la porta in un hotel, quando colpito dall'innocenza della ragazza, la riporta a casa. 
Il mattino seguente Danny passa nella farmacia in cui lavora il padre, notando come quest'ultimo venga umiliato dal suo direttore, parla con Le Grand a proposito dell'offerta fatta la sera prima.
Danny chiede che sia lo stesso Le Grand a parlarne al padre, dal quale riceve un rifiuto. Il figlio decide comunque di cantare a King Creole ed in breve tempo gli affari migliorano.
Nel frattempo Shark, che ora lavora per Maxie, organizza un colpo nella farmacia dove lavora il padre di Danny. Quest'ultimo cerca di impedire la rapine, ma quando l'aggressione ha luogo vi è presente ed il padre viene ferito.
Ricoverato in ospedale in gravi condizioni, viene operato alla testa con un intervento il cui costo viene pagato da Maxie. Questi chiede a Danny di tornar a lavorare nel suo locale, altrimenti rivelerà al padre la sua partecipazione all'aggressione.
Dopo il ricovero il padre di Danny si reca da Maxie per ringraziarlo, quando riconosce Shark come uno degli aggressori. Allo stesso tempo Maxie gli rivela che anche il figlio ha partecipato quel giorno alla rapina.
Il padre ignora Danny, il quale si reca dal gangster con il quale ha uno scontro.
Inseguito dagli uomini di Maxie, viene ferito da Shark ma, nella lotta lo accoltella mortalmente.
Ferito, Danny cerca cure dal padre, che lo allontana ed è Ronnie ad accoglierlo e curarlo nel suo rifugio segreto. Vengono però scoperti dal fidanzato della ragazza, che la uccide. Danny si salva grazie all'intervento dell'amico Dummy, un membro della banda che Danny aveva sempre difeso, che uccide Maxie con la sua stessa pistola.
Danny torna a cantare al King Creole con grande successo e, mentre la piccola Nellie gli promette di restare in sua attesa, lui si riappacifica col padre.

## Produzione
Il film fu prodotto dalla Hal Wallis Productions e dalla Paramount Pictures. Venne girato a New Orleans (Louisiana) e nei Paramount Studios - 5555 Melrose Avenue, Hollywood.

## Distribuzione
Distribuito dalla Paramount Pictures, il film uscì nelle sale cinematografiche USA il 2 luglio 1958. In Italia, il film fu distribuito il 19 agosto 1959.

## Colonna sonora
Le canzoni del film: Crawfish (cantata con Kitty White), Steadfast Loyal And True, Lover Doll, Trouble, Dixieland Rock, Young Dreams, New Orleans, Hard Headed Woman, King Creole, Don't Ask Me Why, As Long As I Have You, Turtles Berries And Gumbo (non cantata da Elvis), Banana (cantata da Liliane Montevecchi), Muskrat Ramble (brano orchestrale).
I brani cantati da Elvis vennero pubblicati all'epoca sull'album "King Creole" (LPM 1884), nonché su due EP a 45 giri, "KIng Creole Vol. 1" (EPA 4319) e "King Creole Vol. 2" (EPA 4321); venne realizzato anche il singolo 45 giri Hard headed woman/Don't ask me why. Oltre ai dischi suddetti, in Italia venne realizzato un altro singolo, King Creole/Dixieland rock.
L'album della colonna sonora venne ristampato nel 1997 con l'aggiunta di versioni alternative (di cui 4 inedite) ed il brano Danny, registrato durante le session della colonna sonora ma scartato, pubblicato ufficialmente la prima volta solo nel 1978 sulla raccolta "Elvis: A Legendary Performer Vol. 3".

## Curiosità
- Il preferito in assoluto da Elvis, fu l'ultimo dei tre in bianco e nero da lui interpretati; è anche il film di Elvis più lungo mai realizzato.
- In origine il ruolo di Danny Fisher avrebbe dovuto essere destinato a James Dean, ma l'improvvisa scomparsa dell'attore fece sì che la parte fosse assegnata a Ben Gazzara, che rifiutò cedendo a sua volta il ruolo a Elvis.
- II camerino usato da Elvis durante Ie riprese fu lo stesso che aveva occupato Anna Magnani immediatamente prima durante le riprese di Selvaggio è il vento.
- Candy Candido, portiere nel film, negli anni '30 era stato la voce di Braccio di ferro.
- Durante le riprese degli esterni a New Orleans, Elvis sperimentò le conseguenze della popolarità. Alla fine della giornata di lavoro doveva rientrare all'albergo Roosevelt, dove alloggiava con tutti gli altri attori, entrando nell'edificio a fianco, salire sul suo tetto e raggiungere la camera dell'albergo attraverso le scale antincendio, per evitare l'enorme folla sempre in attesa nell'atrio.